# Eugenia schulziana
Eugenia schulziana är en myrtenväxtart som beskrevs av Ignatz Urban. Eugenia schulziana ingår i släktet Eugenia och familjen myrtenväxter. IUCN kategoriserar arten globalt som sårbar.
Artens utbredningsområde är Jamaica. Inga underarter finns listade i Catalogue of Life.